# Palazzo di Trebur
Il palazzo di Trebur (anche Tribur) era un palazzo regio medievale a Trebur, situato oggi nel distretto di Groß-Gerau in Assia. Il complesso si presume si trovi nell'area della chiesa di San Lorenzo, nella quale sono ancora presenti resti del tessuto edilizio carolingio.

## Storia
Trebur fu menzionata per la prima volta nell'829 in un documento di Ludovico il Pio. Presumibilmente, una corte carolingia più grande era già stata situata qui prima, dalla quale fu amministrata la successiva foresta imperiale di Dreieich.
Sotto Ludovico II il Germanico, Trebur divenne uno dei palazzi reali più visitati nell'area del Reno-Meno. Qui si tennero diverse diete importanti, la prima nell'871. Carlo il Grosso abdicò a Trebur nell'887, il suo successore Arnolfo di Carinzia tenne un'importante assemblea ecclesiastica nel palazzo nell'895.
In epoca ottoniana, i soggiorni reali nel palazzo di Trebur diminuirono. Ottone il Grande trasferì il palazzo e altri possedimenti alla sua seconda moglie Adelaide d'Italia come Wittum. Ottone III diede la curtis Tribu a sua zia, la badessa Matilde di Quedlinburg, nel 985. Dopo la sua morte, il palazzo tornò al demanio imperiale.
Sotto i Salici, le visite tornarono ad aumentare. Nel 1053, Enrico IV fu eletto erede al trono a Trebur. Nel 1076 ebbe luogo un Fürstentag a Trebur, durante la quale si tentò di risolvere la lotta per le investiture. Dopo questo evento, le visite regolari cessarono.
Nel 1119, una dieta imperiale fu convocata per l'ultima volta a Tribur, ma fu trasferita altrove. Il palazzo rimase in possesso dell'impero fino alla fine del periodo Staufer. L'anti-re Guglielmo d'Olanda diede in pegno il palazzo ai conti di Katzenelnbogen nel 1249, e in seguito Trebur passò completamente in loro possesso. Dopo la loro estinzione, il luogo passò al langraviato d'Assia nel 1479 e al langraviato d'Assia-Darmstadt nel 1567.

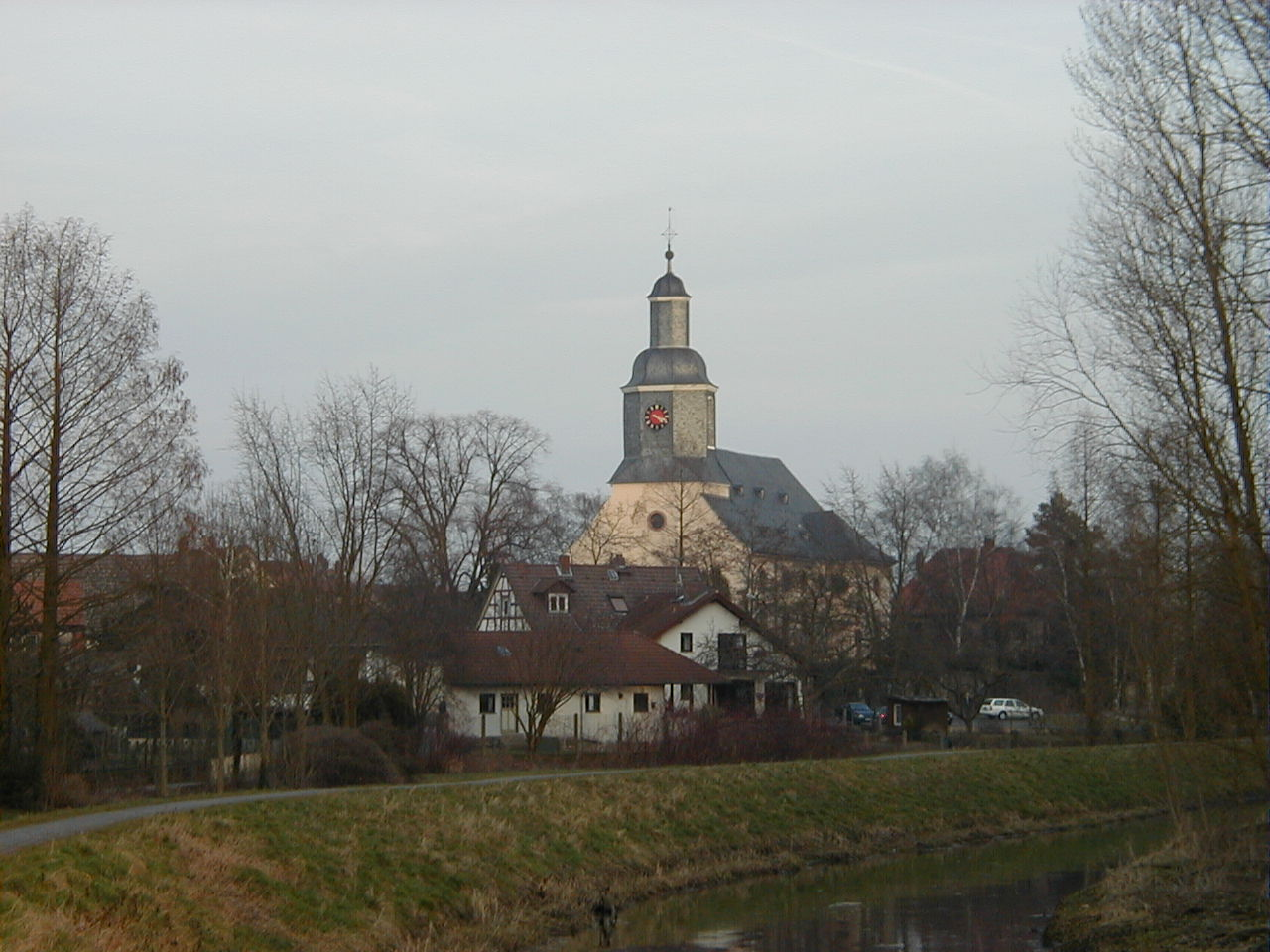
La chiesa di San Lorenzo vista da Schwarzbach.

## Il sito
I resti del sito si trovano su una collina pianeggiante sul bordo meridionale del villaggio vicino ai vecchi corsi d'acqua, oggi il Landgraben o la sua confluenza con lo Schwarzbach.
Al tempo di Ludovico II il Germanico, il complesso intorno all'odierna chiesa barocca di San Lorenzo era probabilmente dotato di un palatium rappresentativo e di una chiesa (una basilica) più grande. Un'importante ricostruzione ebbe luogo probabilmente in epoca ottoniana.
Gli edifici caddero in rovina a partire dal XII secolo. Sembra che le pietre del palazzo siano state riutilizzate nella costruzione del castello di Landskron vicino a Oppenheim sul lato opposto del Reno.